# Sankt-Hilarius-Kirche (Utenbach)

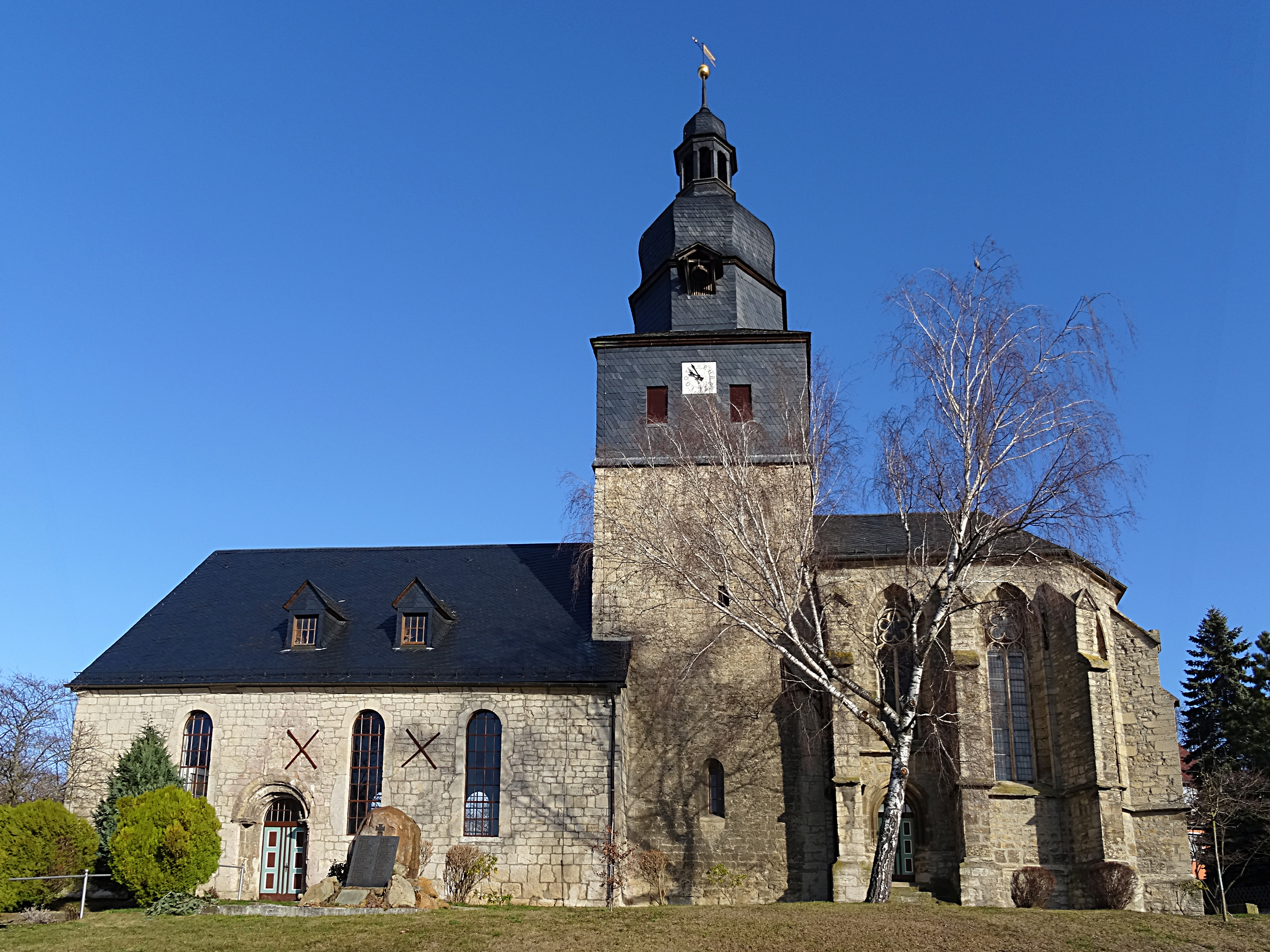
Sankt-Hilarius-Kirche

Die denkmalgeschützte evangelisch-lutherische Sankt-Hilarius-Kirche steht in Utenbach, einem Ortsteil der Stadt Apolda im Landkreis Weimarer Land von Thüringen. Die Kirchengemeinde Utenbach gehört zum Pfarrbereich Apolda III (KGV Schöten und KG Kapellendorf) im Kirchenkreis Apolda-Buttstädt der Evangelischen Kirche in Mitteldeutschland.

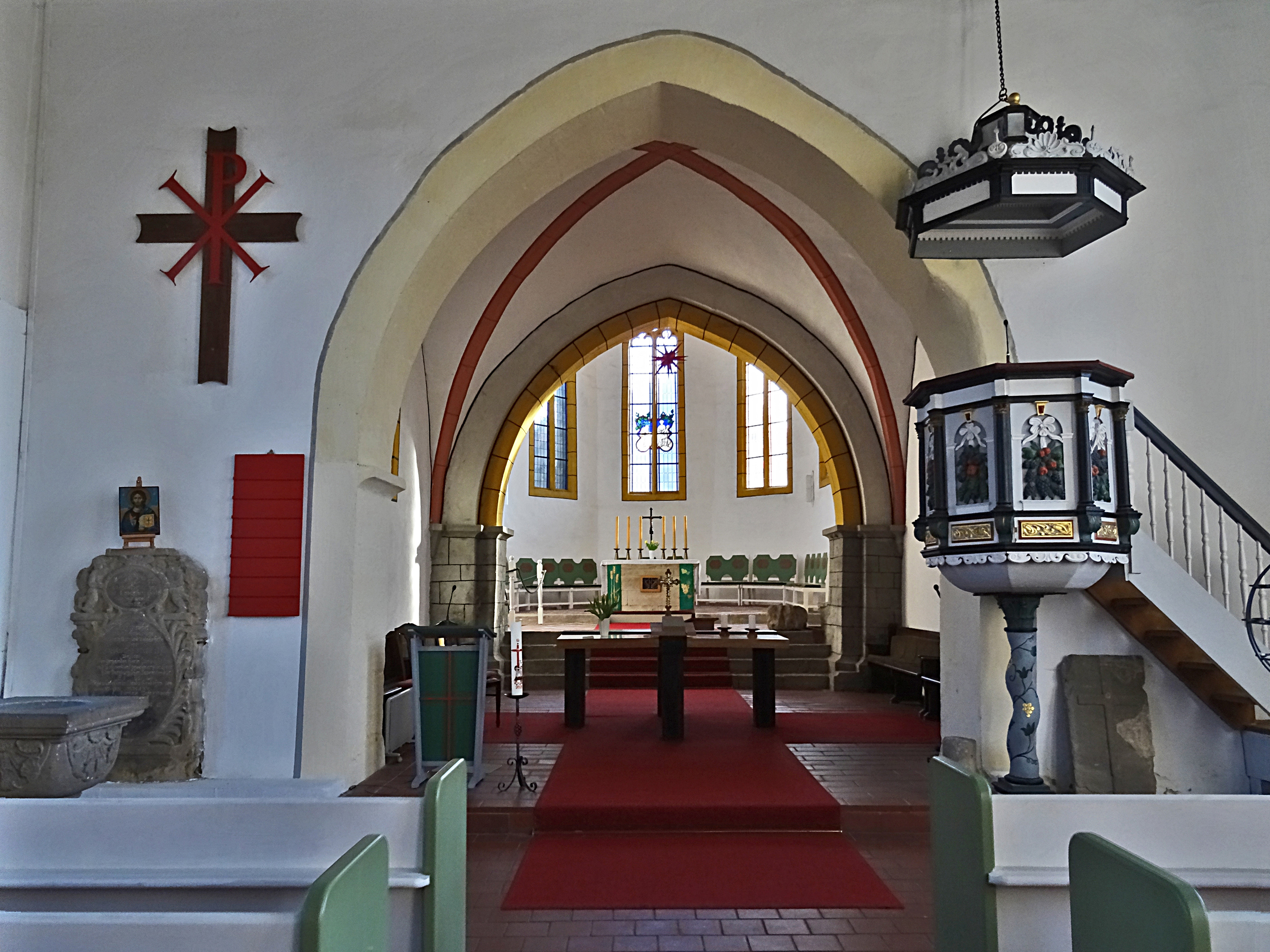
Innenansicht

## Geschichte
Die aus dem 12. Jahrhundert stammende Kirche wurde wahrscheinlich 1240, nach anderen Quellen 1290, von den Schenken von Apolda den Kanonikern vom Heiligen Grab in Droyßig geschenkt. Hier errichteten sie ebenfalls ein Ordenshaus. Der Ordenshof in Utenbach wurde anscheinend so bedeutend für die Droyßiger Niederlassung, dass sich die Kanoniker 1303 „Brüder von dem Orden des heiligen Grabes zu Droyzk (Droyßig) und Otenbach (Utenbach)“ nannten. Zwischen 1494 und 1496 wurde die Heiliggrabpropstei Droyßig in den Johanniterorden inkorporiert. Noch 1561 hatte der Johanniterorden das Kirchenpatronat der St.-Hilarius-Kirche inne.
Eine spätromanische Saalkirche mit einem eingezogenen, querrechteckigen Chorturm ist bereits um 1500 als Dekanatskirche bezeugt. Die Kirche wurde nach einem Brand 1639 wiederhergestellt. Sie war zur Wende ruinös und kaum begehbar. Durch einen hohen Einsatz der Bürger wurde die Kirche zunächst ohne den spätgotischen Chor instand gesetzt. 1993 fand nach dreijähriger Bauzeit die Wiedereinweihung statt. Der Chorraum mit bleiverglasten Fenstern wurde als letztes 1999 fertiggestellt. Das Dorf wurde dafür von Bundespräsident Roman Herzog im Internationalen Congress Centrum Berlin am 25. Januar 1996 mit einer Bronzemedaille geehrt.

## Beschreibung
Die Saalkirche hatte ursprünglich einen Chorturm, an den eine Apsis angebaut war. Anstelle der Apsis wurde im 15. Jahrhundert über ein Joch ein Chor mit einem 5/8-Polygon errichtet, der mit Strebepfeilern ausgestattet wurde. Im Kirchenschiff wurden im 17. Jahrhundert große Bogenfenster eingesetzt, der Chor behielt dagegen seine Maßwerkfenster. Ferner erhielt der Turm ein weiteres schiefergedecktes Geschoss, in dem sich der Glockenstube befindet. Darauf sitzt ein achteckiger Aufsatz, der mit einer geschweiften Haube bedeckt ist, die sich in einer offenen Laterne fortsetzt, die von einer Turmkugel bekrönt ist. An der Südseite befindet sich ein rundbogiges Portal mit gekehltem Gewände. Vor der Nordwand im Inneren des Chors befindet sich die Treppe zur Krypta.
Seit der letzten Renovierung des Innenraums wurde die Kirchenausstattung bis auf die Kanzel mit dem Schalldeckel entfernt. Im Chor sind noch der gotische Altarblock und ein mittelalterlicher Grabstein und im Kirchenschiff drei Grabmäler aus dem Mitte des 18. Jahrhunderts vom aufgelassenen Kirchfriedhof erhalten. Der Raum im Chorpolygon ist mit einem Kreuzgratgewölbe überspannt. 

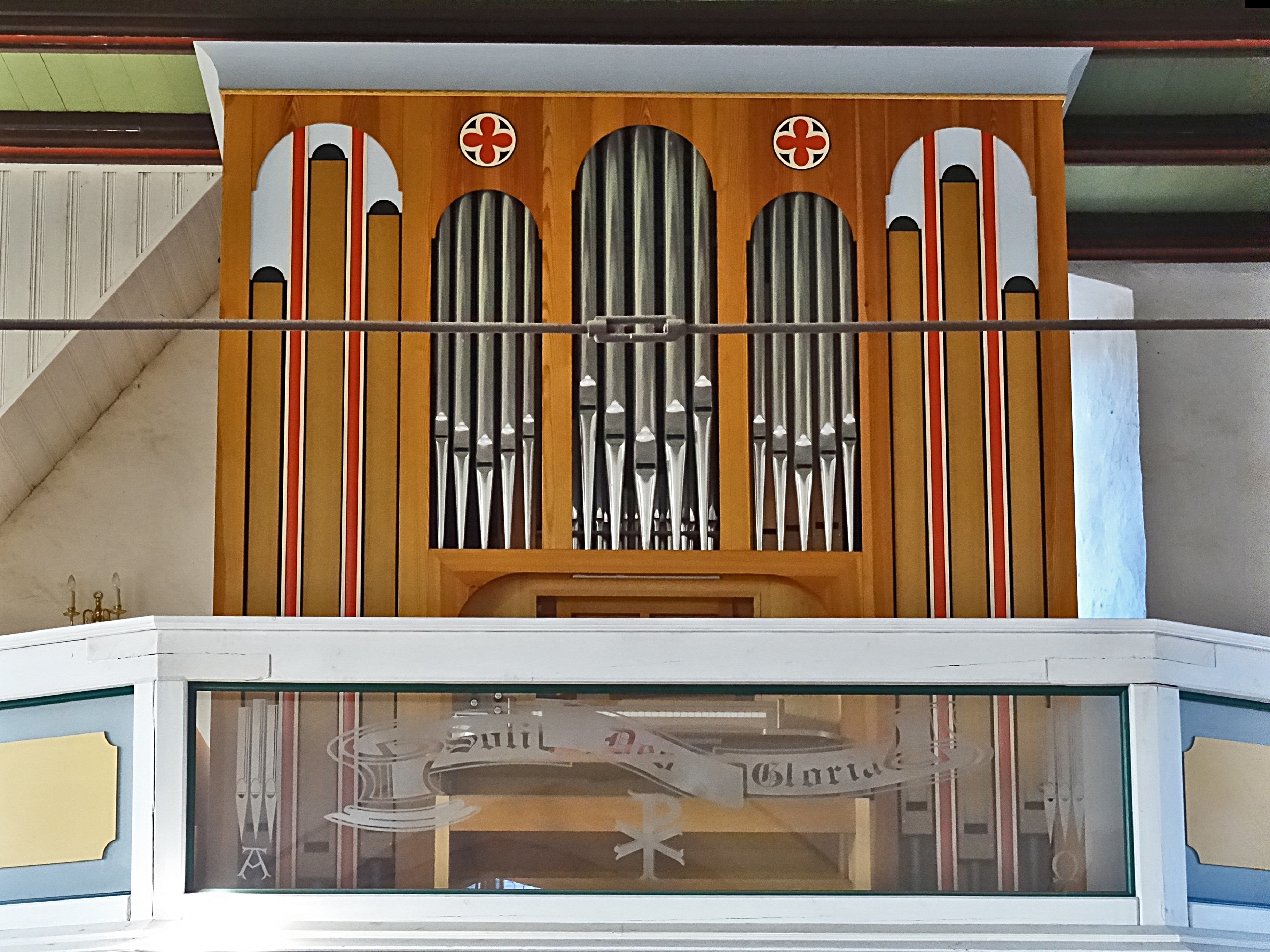
Speith-Orgel

Die Orgel mit 9 Registern, verteilt auf ein Manual und Pedal, wurde 2005 von Speith-Orgelbau gebaut.
| Manualwerk C–g3 |                       |    |
| 1.              | Principal             | 8′ |
| 2.              | Rohrflöte             | 8′ |
| 3.              | Salicional            | 8′ |
| 4.              | Vox Coelestis (ab c0) | 8′ |

| (Fortsetzung Manualwerk) |            |       |
| 5.                       | Octave     | 4′    |
| 6.                       | Flaute     | 4′    |
| 7.                       | Principal  | 2′    |
| 8.                       | Mixtur III | 1 ⁄3′ |

| Pedal C–f1 |        |     |
| 09.        | Subbaß | 16′ |

- Koppel: Pedalkoppel